# ديميتريوس باباس
ديميتريوس باباس (باليونانية: Δημήτριος Παππάς)‏ هو لاعب كرة قدم يوناني في مركز قلب الدفاع، ولد في 25 فبراير 1980 في يوانينا في اليونان. لعب مع روت فايس أوبرهاوزن وروت فايس إيسن.

## وصلات خارجية
- ديميتريوس باباس على موقع قاعدة بيانات كرة القدم.إي يو (الإنجليزية)
- ديميتريوس باباس على موقع بيانات كرة القدم. دي إي (الألمانية)
- ديميتريوس باباس على موقع عالم كرة القدم.نت (الإنجليزية)